# فلج عصب صورتی
فلج عصب صورتی یا لَقْوه، بیماری‌ای است که طی آن هر گونه ساختار مرتبط با عصب چهره‌ای، فلج می‌شود. دلایل مختلفی باعث ایجاد این عارضه می‌شوند که شایع‌ترین علت بروز آن فلج بل است.

عصب چهره‌ای

## بیماری‌شناسی
فلج صورت که از آن با عنوان فلج محیطی صورت هم یاد می‌شود از جمله شایع‌ترین بیماری‌ها در جهان است که به دلایل مختلف از قبیل تصادف، ضربه، قرار گرفتن در معرض آب‌وهوای بسیار گرم یا سرد، ابتلا به ویروس و هر آنچه عملکرد ریشه‌های عصبی این ناحیه را مختل کند، به‌وجود می‌آید. براساس آمار ارائه شده از سازمان جهانی بهداشت از هر ۵ هزار نفر در جهان، یک نفر به این بیماری مبتلا می‌شود. این بیماری که خیلی آرام و بی‌صدا به سراغ بیمار می‌آید از جمله بیماری‌هایی محسوب می‌شود که علاوه بر درگیر کردن بخشی از اعضای بدن به لحاظ روانی بیمار را تحت‌تاثیر قرار داده و به مرور برخی بیماری‌ها از قبیل افسردگی و اضطراب را در او ایجاد می‌کند.
فلج صورت با نام چارلز بل گره خورده‌است. این بیماری که معمولاً به شکل یک طرفه و یک فلج محیطی صورت است، باعث ضعف ماهیچه صورت در طرف گرفتار می‌شود. بررسی اسناد تاریخی نشانگر آن است که فلج عصب صورت به قدمت عمر انسان سابقه دارد و در نقاشی‌ها، پیکره‌ها، نقاب‌ها و پاپیروس‌ها به تصویر درآمده است. اگرچه این بیماری کشنده نیست، می‌تواند تأثیر معکوس بر کیفیت زندگی داشته باشد. فلج عصب صورت باعث عدم تقارن صورت و به هم خوردن حالت‌های چهره می‌شود. ناتوانی در بستن پلک می‌تواند منجر به التهاب قرنیه و کوری شود. اما تا پایان قرن نوزدهم میلادی هیچ درمان جراحی برای این بیماری ذکر نشده و بنابراین بسیاری از بیماران مبتلا به فلج عصب صورت باید یک رنج مادام العمر را تحمل کنند. اگرچه درمان جراحی برای فلج عصب صورت در قرن نوزدهم مطرح شد، روش‌های جراحی میکروسکوپی نوین در طول ده سال گذشته انقلابی در درمان این بیماری ایجاد کرده‌است.

## نام‌شناسی
به این بیماری در موارد مختلف، نام‌های مختلفی مانند بیماری کجی دهان یا کژدهانی یا کژرویی گفته می‌شود. زکریای رازی نخستین پزشک در تاریخ علم پزشکی بود که شرح کاملی از فلج عصب صورت ارایه داد و برخی درمان‌ها را پیشنهاد نمود. پس از او، دیگر پزشکان ایرانی مانند پورسینا و جرجانی هم این بیماری را توصیف کرده‌اند.

## نشانه‌ها و علائم
احساس ضعف یا بی‌حسی در عضلات صورت که معمولاً در یک طرف صورت بروز می‌کند از علائم اصلی این بیماری است. سایر نشانه‌ها شامل ناچشایی، پرشنوایی، کاهش ترشح بزاق و خشکی دهان، ترشح غیرعادی اشک و احساس درد در صورت می‌باشد.
پوست پیشانی در سمت درگیر می‌تواند آنچنان سفت شود که چین و چروکهای قبلی از بین برود یا تعدادی چین و چروک جدید در صورت ظاهر شود. بیمار از بستن پلکهای خود ناتوان است و حتی اگر حرکت مختصری وجود دارد، این بسته شدن کامل نیست. چهره در هنگام خندیدن کج می‌شود و چشم در سمت درگیر گودرفته و کوچکتر از طرف مقابل است و آبریزش مداوم وجود دارد.

## دلایل بروز
فلج بل یکی از علل اصلی ابتلا به این عارضه است. عفونت‌هایی همچون بیماری لایم و زونا نیز می‌توانند عامل این بیماری باشند. همچنین ترومای غیرنافذ با آسیب زدن به عصب صورت و همچنین آسیب‌های مختلفی چون شکستگی‌ها در استخوان گیجگاهی از دلایل ابتلا به فلج عصب صورت هستند. سایر دلایل بروز این عارضه شامل ایجاد تومورها، سکته، دیابت و نشانگان گیلن–باره هستند.

## افراد مستعد
در اساس متون کهن و آموزه‌های طب سنتی چین از بیماری فلج محیطی صورت با نام «انحراف یکطرفه چشم یا دهان» یاد شده‌است. این بیماری حدوداً از ۲هزار سال پیش در میان مردم جهان وجود داشته‌است. بسیاری از درمانگران طب سنتی چین اقلیم و شرایط آب و هوایی خیلی سرد یا خیلی گرم را در ابتلا به این بیماری مؤثر می‌دانند. به اعتقاد این درمانگران قرار گرفتن در معرض بادهای سرد، ابتلا به ویروس و کم‌خونی از جمله مواردی است که امکان ابتلا به این بیماری را در افراد افزایش می‌دهد. از دیدگاه این درمانگران این عوامل و برخی عوامل خارجی دیگر می‌تواند تعادل بدن را به هم زده و با ایجاد اختلال در عملکرد کبد مانع از دفع سموم و مواد موذی از بدن و ابتلا به این بیماری شود.

## بروز
غالباً فلج صورت به‌صورت ناگهانی در افراد بروز می‌کند. به این ترتیب که فرد شب به خواب می‌رود و صبح که بیدار می‌شود احساس می‌کند به‌صورت جزئی با حرکت نکردن عضلات صورت در یک طرف صورت روبه‌روست یا علائم سرماخوردگی دارد. درصورتی که این اختلال‌ها به‌صورت همزمان در فردی مشاهده شد بهتر است در نخستین فرصت به پزشک مراجعه کرده و برای درمان اقدام کند.

## ابتلا به این بیماری در ماه‌های سرد
بسیاری از مردم در جهان در ماه‌های سرد سال به این بیماری دچار می‌شوند. به این ترتیب که با قرار گرفتن در معرض هوای سرد به بی‌حسی عضلات صورت و عدم‌حرکت آن‌ها مبتلا می‌شوند؛ بنابراین این افراد باید سعی کنند در زمان‌هایی که در معرض هوای سرد قرار دارند صورت خود را با کمک شال یا دستمال از برخورد مستقیم با جریان هوای سرد، محافظت کنند. البته گاهی هوای خیلی گرم نیز موجب بروز این اختلال می‌شود؛ بنابراین باید عضلات صورت را از قرار گرفتن در معرض آب و هوای بسیار گرم یا بسیار سرد هستند، جلوگیری کرد.

## تمرین‌های تکنیکی
در ادامه فرایند درمانی درمانگر طب سوزنی تکنیک‌های ساده اما بسیار کاربردی را به بیمار آموزش می‌دهد که بیمار مبتلا به فلج صورت از این تکنیک‌ها در طول روز و در محل کار یا منزل استفاده کند.
ماساژ نقطه‌های گیج‌گاهی در ۲ طرف سر از جمله نقاطی است که ماساژ دادن آن در طول روز ۲ تا ۳ بار به‌مدت ۲ دقیقه توسط درمانگران توصیه شده‌است.
درمانگران ماساژ، نقطه میان ۲ ابرو را نیز برای بهبود حرکات چشم، پلک و عملکردهای مناسب آن توصیه می‌کنند. این نقطه را ۲ تا ۳ بار در روز هر بار به‌مدت ۲ دقیقه ماساژ دهید.
برای افزایش میزان حرکت پره‌های بینی فشار دادن نقاط کنار پره بینی نیز بسیار مؤثر است.
افرادی که به دلیل ابتلا به فلج صورت قادر به خندیدن نیستند و اعصاب دور لب آن‌ها دچار اختلال حرکتی شده‌است با ماساژ دادن نقاط اطراف لب در خلاف جهت عقربه‌های ساعت می‌توانند به بهبود خود کمک کنند.
درمانگران طب سوزنی چین به افراد مبتلا به فلج‌های محیطی مانند؛ فلج صورت توصیه می‌کنند که نقاط ذکر شده را در مجموع روزی ۱۰ تا ۱۵ دقیقه ماساژ دهند.
ماساژ این نقاط تأثیر زیادی در روند بهبودی بیماران و بازگشت حرکت‌های حسی و حرکتی آن‌ها خواهد داشت.

## غذاهای اسیدی
در طول پروسه درمانی رژیم غذایی ویژه‌ای وجود دارد که توسط متخصص به بیمار ارائه می‌شود. در این رژیم غذایی رعایت نکات و دستورهایی به پیشروی بهتر روند درمانی و کوتاه شدن مراحل درمان بسیار کمک می‌کند. یکی از مهم‌ترین این پرهیزها، عدم‌مصرف مواد غذایی، خوراکی‌ها و میوه‌های اسیدی است؛ بنابراین بهتر است در طول مدت درمان از مصرف گوجه سبز، سرکه، آب میوه و سایر مواد اسیدی و نیز مواد با طبع سرد به‌خصوص ماست و دوغ پرهیز کنید و از مواد با طبع گرم مانند خرما، سیب شیرین، عسل، زیتون، نبات، و غیره استفاده نمایید